# Tantara ny Andriana eto Madagasikara
Das Tantara ny Andriana eto Madagasikara (Geschichte der Edlen in Madagaskar) ist eine Sammlung der mündlichen Überlieferungen zum Königreich Imerina in Madagaskar. Sie wurde von dem jesuitischen Missionar François Callet zwischen 1878 und 1881 aufgezeichnet und herausgegeben. Ursprünglich war die Sammlung in Malagasy verfasst. 1908 wurde sie in französischer Übersetzung (Tantara ny Andriana – Histoire des rois) herausgegeben.
Viele Ereignisse im Königreich Madagaskar sind nur in dieser Sammlung überliefert, daher bildet es den Kern für jede historische Arbeit über Merina. Daneben finden sich auch in geringerem Umfang Überlieferung von anderen madegassischen Stämmen. Oft wurde das Buch jedoch kommentiert, kritisiert und hinterfragt. Zum Beispiel: Ravelojaona et al., 1937; Ramilison, 1951; Kent, 1970; Délivré, 1974; Berg 1988; and Larson, 2000.